# Burchard II de Lyon
Burchard  ou Bouchard (Bourcard), né vers 942, mort le 22 juin, selon les sources soit en 1030/31, soit en 1033, est archevêque de Lyon de 979 à sa mort, sous le nom de Bouchard II, et abbé de Saint-Maurice d'Agaune, sous le nom de Bourcard I.

## Biographie

### Origines
Burchard est le fils illégitime du roi Conrad le Pacifique et d'une certaine Aldiud,,.
Il est ainsi le demi-frère de Rodolphe III de Bourgogne,, et le neveu de Burchard Ier, archevêque de Lyon, mort en 958.
Il serait aussi par sa mère le demi-frère utérin d'Anselme, évêque d'Aoste (994-1025) et de Burchard, archevêque de Vienne (1001-1032),.

### Carrière
En 982, il devient Prévôt de l'abbaye de Saint-Maurice d'Agaune (Valais). Il est mentionné comme abbé et prévôt en l'an 1000, puis abbé en 1001, sous le nom de Bourcard I.
Nommé archevêque de Lyon en 979, à la suite d'Amblard, qui vient de décéder, il est représenté à l'abbaye par le prévôt Anselme,. Il est en outre archichancelier du royaume de Bourgogne en 998 et conseiller du roi Rodolphe III, son demi-frère. Grâce à sa famille royale (Conrad le Pacifique et Rodolphe III) sous laquelle il exerce ses fonctions de prélat, Burchard II exerce de fait tous les pouvoirs temporels et régaliens sur la cité de Lyon. La souveraineté temporelle des archevêques de Lyon date de son avènement.
En 994, il est présent au premier concile d'Anse. En 1021, il préside le concile de Verdun-sur-le Doubs. Ces conciles s'inscrivent dans la série des assemblées ecclésiastiques visant à mettre en place la paix de Dieu.

### Mort
Burchard meurt le 22 juin. Son année de mort n'est cependant pas précisément connue.
Léon Dupont Lachenal (1944), dans sa notice consacrée aux abbés de St-Maurice d'Agaune, indique qu'il serait mort entre 1027/32. Charles William Previté-Orton (1912). Le site Internet de généalogie Foundation for Medieval Genealogy retient l'année 1031.
Aimé-Pierre Frutaz (1966) ou encore Gilbert Coutaz (2004), dans la notice du Dictionnaire historique de la Suisse, placent sa mort entre 1030 et 1031.
L'historien Honoré Fisquet (1864) retenait quant à lui l'année 1033.

### Sources
- Jacques Gadille, René Fédou, Henri Hours, Bernard de Vregille, S. J., Histoire des diocèses de France. 16 : le diocèse de Lyon, Paris, Beauchesne, Paris, 350 p.  (ISBN 2-7010-1066-7).